# Frankfurter Bibelgesellschaft
Die Frankfurter Bibelgesellschaft e. V. (FBG) ist die  Bibelgesellschaft im Bereich der Evangelischen Kirche in Hessen und Nassau. Den Schwerpunkt der Vereinsarbeit bildet die Trägerschaft für das Frankfurter Bibelhaus Erlebnismuseum.

## Geschichte
Mit der Gründung der Frankfurter Bibelgesellschaft 1816 begann in Frankfurt am Main die systematische Verbreitung der Heiligen Schrift. Sie entstand wie andere Gesellschaften zu Beginn des 19. Jahrhunderts auf Initiative der „die britisch und ausländische Bibelgesellschaft“ (BFBS), die damals ihren Auslandssekretär und württembergischen Pfarrer Friedrich Steinkopf auf den europäischen Kontinent entsandte.
Renommierte Frankfurter Bürger folgten dem Gründungsaufruf. Von Anfang an war die Bibelgesellschaft dabei ökumenisch ausgerichtet. Katholiken, Lutheraner und Reformierte setzten sich gemeinsam dafür ein, „die heiligen Schriften zu einem niedrigen Preis oder nach dem Verhältnis der Empfänger umsonst zu verabreichen“. Später führte man den bis heute üblichen Brauch ein, jedem Paar zur Hochzeit eine Bibel zu schenken.
Gründungspräsident war Johann Friedrich von Meyer. Er war Jurist, evangelischer Theologe und mehrmals Älterer Bürgermeister der Freien Stadt Frankfurt. Seit 1807 hatte er an einer Revision der Lutherbibel nach neuen bibelwissenschaftlichen Erkenntnissen gearbeitet. Meyers revidierter Luthertext erschien 1819 in drei Bänden. 1821 würdigte die Universität Erlangen seine Leistungen mit der Verleihung der theologischen Ehrendoktorwürde. Seine Bibelforschungen brachten ihm den Beinamen Bibel-Meyer ein.
Zu den FBG-Vorsitzenden im 20. Jahrhundert zählten die Pröpste Karl Goebels (1931 bis 1973) und Dieter Trautwein (1973 bis 1996). Der Theologe Trautwein war darüber hinaus Texter, Komponist und engagiertes Mitglied zahlreicher ökumenischer Initiativen. In der Amtszeit Trautweins wurde die FBG auch zum Bibelwerk für Hessen und Nassau. Auf Trautwein folgte Pfarrer Jürgen Schwarz, in dessen Zeit 2003 das Bibelhaus an der Metzlerstraße am Frankfurter Museumsufer entstand. Das Museumsgebäude diente von 1951 bis 2001 als Reformierte Kirche Süd der reformierten Gemeinde.

## Gegenwart
Seit 2007 ist Thomas Kreuzer Vorsitzender. Er ist im Hauptberuf Geschäftsführer der Fundraising Akademie Frankfurt.
In der Frankfurter Bibelgesellschaft sind heute 101 Kirchengemeinden und zahlreiche Einzelpersonen Mitglied. Den Mitgliedern bietet die FBG Nachlass bei Gruppenführungen, fachliche Beratung und Ausleihangebote. Einzelmitglieder haben zudem ganzjährig freien Eintritt.

## Bibelhaus Erlebnismuseum
Das Bibelhaus Erlebnismuseum (Lage) wurde 2003 in einer einstigen reformierten Kirche eingerichtet. Es zeigt die geschichtliche, kulturelle und religiöse Bedeutung der Bibel. In der erlebnisorientierten Dauerausstellung zeigen 300 archäologische Funde der Israel Antiquities Authority einen Blick in die Lebenswelt hinter den biblischen Texten. Daneben gibt es Sonderausstellungen zu einzelnen Themen, beispielsweise:
- 2005: Edelsteine in der Bibel
- 2007: Frauen im alten Orient
- 2009: Ottheinrich-Bibel
- 2010: Judäa und Jerusalem, archäologische Funde aus Israel
- 2011: Jaffa – Tor zum Heiligen Land
- 2015: Luthers Meisterwerk zu dessen Bibelübersetzung
- 2016: fremde.heimat.bibel
- 2021: G*tt w/m/d – Geschlechtervielfalt seit biblischen Zeiten (Juni–Dezember): „Seit einigen Jahren öffnet sich die Gesellschaft zusehends für nicht binäre Geschlechtervorstellungen.“[4][5]

Einen Besucherrekord verzeichnete das Bibelhaus 2007 bei der Sonderausstellung „Alles ECHT. Älteste Papyrusschriften zur Bibel aus Ägypten“ mit 31.000 Museumsgästen. Gründungsdirektor und wissenschaftlicher Leiter des Museums ist Jürgen Schefzyk.